# يان إقبال رشيد
يان إقبال رشيد (بالإنجليزية: Ian Iqbal Rashid)‏ هو كاتب سيناريو ومخرج وشاعر بريطاني، ولد في 1971.

## وصلات خارجية
- يان إقبال رشيد على موقع IMDb (الإنجليزية)
- يان إقبال رشيد على موقع ألو سيني (الفرنسية)
- يان إقبال رشيد على موقع أول موفي (الإنجليزية)
- يان إقبال رشيد على موقع قاعدة بيانات الأفلام السويدية (السويدية)
- يان إقبال رشيد على موقع قاعدة بيانات الفيلم (الإنجليزية)
- يان إقبال رشيد على موقع كينوبويسك (الروسية)